# Malin Falkenmark

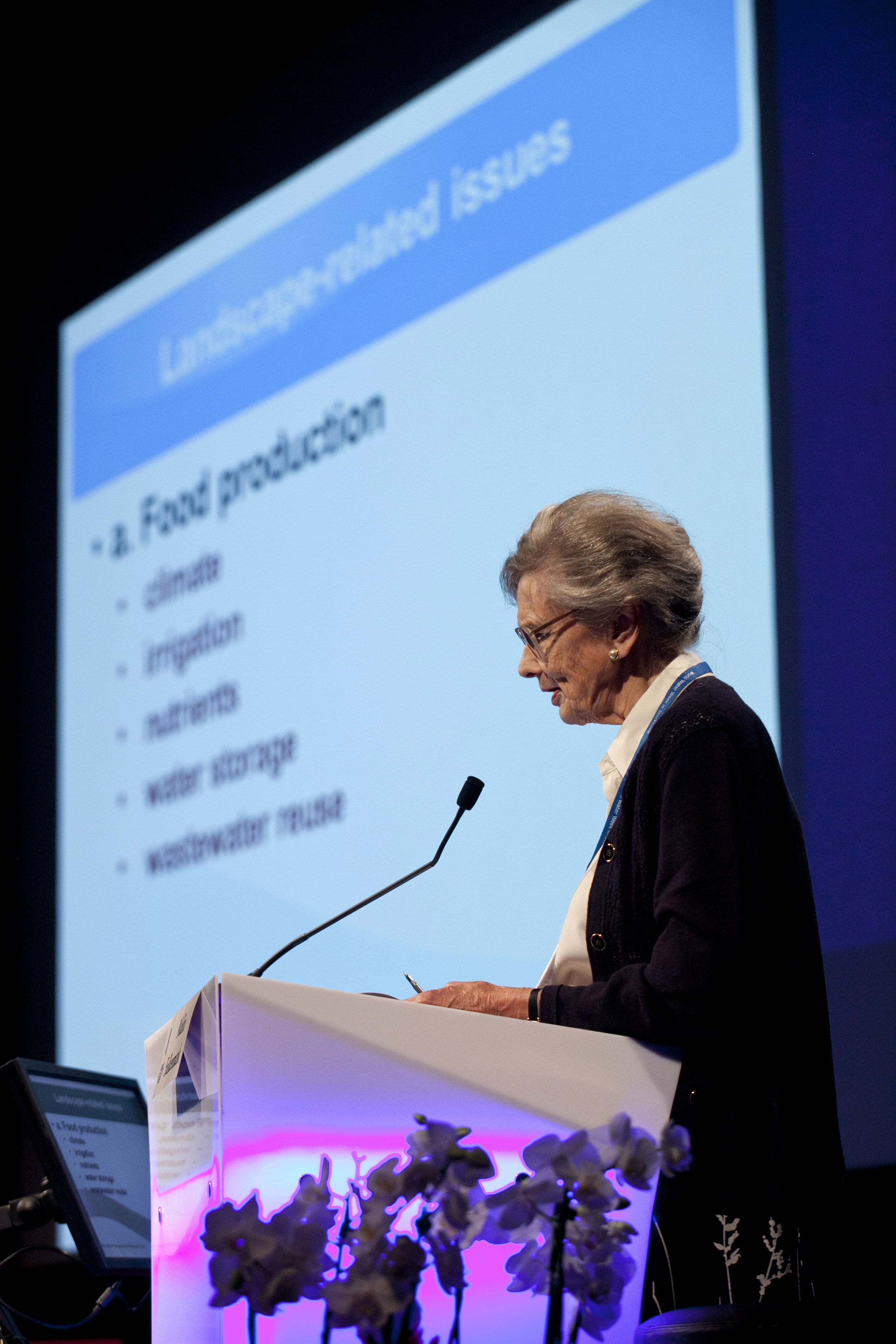

Malin Fredrika Sofia Sundberg-Falkenmark (* 21. November 1925 in Kungsholm; † 3. Dezember 2023) war eine international angesehene schwedische Hydrologin.
Sie wurde vor allem  für ihre Arbeit und Expertise im Bereich der nachhaltigen Nutzung von Wasserressourcen, die zur Deckung der Bedürfnisse von Mensch und Ökosystem erforderlich sind, bekannt. Ihre lebenslange Leidenschaft war es, die Wasserarmut in der Welt auszurotten und dies mit hydrologischen Beweisen und interdisziplinärer Zusammenarbeit zu tun. Sie forderte eine globale Wasserverantwortung als grundlegenden Schritt in Richtung menschlicher Entwicklung.
Als Professorin für Angewandte und Internationale Hydrologie trieb sie das Systemdenken voran: sie setzte sich stets für einen ganzheitlichen Ansatz im Wassermanagement ein, der sozioökonomische Faktoren und Umweltauswirkungen berücksichtigt und verband Hydrologie, Ökologie und Agrarwissenschaften mit sozialen und wirtschaftlichen Systemen.
Mit ihren wissenschaftlichen Visionen und ihrer Forschung hat sie revolutionäre Ideen in der Hydrologie eingeführt, die in über 400 einflussreichen Publikationen Ausdruck gefunden haben. Sie prägen nach wie vor viele Aspekte der Hydrologie. So ist der Falkenmark-Wasserstressindex einer der bekanntesten Indikatoren zur Messung und Beschreibung der Wasserverfügbarkeit für den menschlichen Gebrauch. Ihr Begriffspaar „blaues Wasser“ und „grünes Wasser“ brachte 'Farbe' in die Welt des Wassers und setzte einen Fokus auf die unsichtbare Rolle des „grünen“ Wassers im Boden für die Pflanzenproduktion. Sie zeigte, dass der früher ausschließlich auf Bewässerung (blau) ausgerichtete Landbau das Wasserpotenzial nur unzureichend nutzte.

## Leben und Karriere
Malin Falkenmark studierte  Mathematik, Physik, Chemie und Mechanik an der Universität Uppsala und schloss 1951 mit dem schwedischen Magistergrad Fil.Mag. ab. Mit ihrer Arbeit zur Untersuchung der Tragfähigkeit einer Eisdecke erhielt sie 1964 als erste Fil. Lic. (das schwedische Äquivalent zum Doktorgrad Ph.D.) der Hydrologie in Schweden. Elf Jahre später verlieh ihr die Universität Linköping 1975 die Ehrendoktorwürde.
Ihr beruflicher Werdegang umfasst Positionen als staatliche Hydrologin am Schwedischen Meteorologischen und Hydrologischen Institut (1950er- und 1960er-Jahre) und später beim Schwedischen Naturwissenschaftlichen Forschungsrat (1965 – 1995), wo sie Exekutivsekretärin wurde, und später Vorsitzende des schwedischen Nationalkomitees für die Internationale Hydrologische Dekade/das Internationale Hydrologische Programm der UNESCO.
Als Vorsitzende des Wissenschaftlichen Programmausschusses am Stockholm International Water Institute (SIWI) (1991 – 2003) leitete Falkenmark die Gründung der jährlichen „Stockholmer Weltwasserwoche“ (zunächst Stockholmer Wassersymposium genannt), die sich zum „jährlichen Treffpunkt für die weltweiten Wasserprobleme“ entwickelte.
International war M.F. in verschiedenen Gremien und Ausschüssen tätig.
- 1977 Generalberichterstatterin der UNO-Wasserkonferenz in Mar del Plata
- 1988 – 1992 Beraterin der Weltbank mit besonderer Verantwortung im Zusammenhang mit der drohenden Wasserknappheit
- Mitglied des UN-Ausschusses für Energie und natürliche Ressourcen für Entwicklung
- Mitglied der UN-Millenniumsprojekt-Taskforce für ökologische Nachhaltigkeit
- Mitglied des Technischen Beratungsausschusses der Globalen Wasserpartnerschaft
- wissenschaftliche Beraterin der Globalen Umweltfazilität
- wissenschaftliche Beraterin für umfassenden Süßwasserbewertung der Welt

Falkenmark war Professorin für Angewandte und Internationale Hydrologie. Von 1976 bis 1979 leitete sie die Planung und Entwicklung der Abteilung für Wasser- und Umweltstudien an der Universität Linköping. Nach ihrer Emeritierung 1991 arbeitete sie an der Abteilung für Systemökologie der Universität Stockholm.
Als leitende Forscherin ging sie 2007 zum Stockholm Resilience Center. Außerdem war sie leitende wissenschaftliche Beraterin am Stockholm International Water Institute (SIWI).
2018 teilte sie sich den Blue Planet Prize mit dem Ökologen Brian Walker.
Malin Falkenmark wurde 98 Jahre alt.

## Falkenmark-Index
Die Hydrologin veröffentlichte 1989 einen Artikel, in dem sie einen Indikator für regionalen Wasserstress vorschlug. Er bestimmt aus dem Wasserdargebot die Menge an erneuerbarem Süßwasser, die pro Person und Jahr in einer Region zur Verfügung steht. Der Falkenmark-Index ist einer der frühesten und der am häufigsten verwendeten Indikator zur Messung und Beschreibung der Wasserverfügbarkeit für den menschlichen Gebrauch. Er nimmt eine Klasseneinteilung mit Schwellenwerten vor und definiert:
- 1.000 bis 1.700 m³ pro Person und Jahr ist Wasserstress
- 500 bis 1.000 m³ pro Person und Jahr ist Wasserknappheit
- < 500 pro Person und Jahr ist absolute Wasserknappheit

Bei einem Wert über 1.700 m³ pro Person und Jahr wird davon ausgegangen, dass die Wasserversorgung gesichert ist.

## Das Paradigma vom blauen und grünen Wasser
1995 veröffentlichte Falkenmark die Definitionen zum blauen und grünen Wasser.
Grünes Wasser
Regenwasser, das in die Wurzelzone eindringt und im Boden kapillar gebunden wird. Es wird von den Pflanzen gespeichert und damit zur Biomasseproduktion genutzt. Gleichzeitig dient das verdunstende Regenwasser der Produktion von Feldfrüchten.,
Blaues Wasser
Wasser, das entweder von der Bodenoberfläche abfließt oder über die Wurzelzone hinaus sickert und das Grundwasser bildet. Es kann gesammelt und transportiert werden und wird beispielsweise in der Landwirtschaft für die künstliche Bewässerung genutzt. Es ist die Domäne der Wasserwirtschaft.
Eine spätere Veröffentlichung definierte das Grüne Wasser als das in der ungesättigten Zone gespeicherte Bodenwasser, das durch Niederschlag entsteht und Pflanzen zur Verfügung steht. Dagegen wurde Blaues Wasser als das Wasser in Flüssen, Seen, Feuchtgebieten und Grundwasserleitern, das für Bewässerung und andere menschliche Zwecke entnommen werden kann. Beide Ressourcen sind wichtig für die Nahrungsmittelproduktion. Im Regenfeldbau wird ausschließlich grünes Wasser verwendet, im Bewässerungslandbau hingegen sowohl grünes als auch blaues Wasser. Im langjährigen Mittel gibt es global 65 % Grünes Wasser und 35 % Blaues Wasser.